# Aquí estaré
«Aquí estaré» es una canción interpretada por la banda chilena Kudai. Se lanzó como sencillo de manera independiente el 24 de febrero de 2017.

## Antecedentes y lanzamiento
Luego de 8 años desde su último álbum de estudio Nadha, la banda realizó diversos reencuentros con sus cuatro integrantes originales. Con la reincorporación de Nicole Natalino al grupo, siendo este su primer sencillo con Kudai en 11 años. la agrupación anunció el 30 de noviembre de 2016, su regreso a los escenarios. El día 3 de diciembre del mismo año, realizan su primera presentación en vivo en la Teletón 2016.
Durante 2017, realizan una gira titulada El Reencuentro, y lanzan el 24 de febrero de 2017 el sencillo «Aquí estaré» de manera independiente. La pista fue escrita y producida por Gustavo Pinochet.

## Video musical
El video musical de «Aquí estaré» fue dirigido por Salvador Inzai y fue grabado en el Parque Metropolitano de Santiago.

## Posicionamiento en listas
| Listas (2017)          | Mejor posición |
| ---------------------- | -------------- |
| Chile (Monitor Latino) | 99             |

## Historial de lanzamiento
| País   | Fecha                 | Formato                     | Discográfica     | ref.  |
| ------ | --------------------- | --------------------------- | ---------------- | ----- |
| Varios | 24 de febrero de 2017 | Descarga digital, streaming | Sony Music Chile | [ 1 ] |